# De club (dramaserie)
De club is een dertiendelige Nederlandse dramaserie die in 1998 werd uitgezonden door Veronica. De serie gaat over de gang van zaken in het exclusieve bordeel Club Saraï. In iedere aflevering wordt het verhaal van een van de vrouwen verteld. Hierin komen o.a. zaken voor als overspel, zelfmoord, drugs- en alcoholmisbruik, incest, huiselijk geweld en chantage. Sommige van de prostituees gebruiken tijdens hun werk een andere naam. Deze staat in de rolverdeling als tweede genoemd.
De club werd gemaakt door John de Mol Produkties naar een scenario van Jean Ummels en geregisseerd door Robin Pera.
De serie werd in 1996 gemaakt. De club moest om budgettaire redenen in het uitzendschema plaatsmaken voor Combat en werd vanaf 7 september 1998 uitgezonden.

## Afleveringen
| Aflevering | Titel     |
| ---------- | --------- |
| 1          | Jill      |
| 2          | Brigitte  |
| 3          | Maartje   |
| 4          | Anneke    |
| 5          | Nicole    |
| 6          | Candy     |
| 7          | Leontine  |
| 8          | Agnes     |
| 9          | Diana     |
| 10         | Karin     |
| 11         | Monique   |
| 12         | Cassandra |
| 13         | Nicole    |

## Rolverdeling
- Diane Lensink - Clubeigenares Diana
- Peter Faber - Manager Harry
- Victor Bottenbley - Barman John
- Elvira Out - Karin / Jill
- Gwen Eckhaus - Maartje / Agnes
- Annemarie Wisse - Anneke
- Anke Jansen - Els / Nicole
- Gonny Gaakeer - Brigitte
- Annemarie Ooft - Mariëlle / Leontine
- Tine Joustra - Floortje / Candy
- Roosa Dessico - Sylvia
- Diana Dobbelman - Alice
- Anna Rottier - Annet
- Joy Hoes - Clara / Cassandra
- Tom de Jong - Larousse
- John Rouvroye - Mark

- Tanneke Hartzuiker - Petra / Monique
- Esther Leenders - Anne
- Rinco van der Baan - Jim
- Frank Rigter - Richard
- Marcel Faber - Dave
- Karla Wieringa - Josje
- Hendrien Adams - Linda
- Peter Broekaert - Simon
- Ruurt de Maesschalck - Dick
- Steven Thans - Dennis
- Hugo Metsers - Ton
- Felix Burleson - Edgar
- Roos van As - Pascal
- Arjan Boot - Wijnand
- Chris Tates - Freek

- Rob van Houten - Ron
- Peter Post - Henk
- Guido Jonkers - Fons
- Niek Pancras - Vader van Agnes
- Yvonne Petit - Moeder van Agnes
- Theo de Groot - Frits
- Hans-Karel Fienig - Fokkema
- Lisa de Rooy - Willeke
- Yorick van Wageningen - Erik
- Griete van den Akker - Moeder van Anneke
- Ad Bastiaanse - Valentijn
- Rick Engelkes - Maarten de Vos - Stijns
- Tjebbo Gerritsma - Billy
- Mark van der Laan - Guus
- Chuck - Hondje